# روي أ. تاكر
روي أ. تاكر (بالإنجليزية: Roy A. Tucker)‏ هو عالم فلك أمريكي، ولد في 1951 في جاكسون في الولايات المتحدة.